# Alphidius
Alphidius, auch Asfidus, Alfidius, Alvidius, ist der Autorname eines unbekannten wahrscheinlich arabischen Alchemisten des Mittelalters. Über ihn ist nichts bekannt, Zitierungen und Exzerpierungen seiner Schriften setzen aber im 14. Jahrhundert ein.
Von ihm stammt ein Kurzer Bericht und parabolisch Tractätlein, abgedruckt in der Sammlung Thesaurinella Olympica Aurea Tripartita von Benedictus Figulus (Frankfurt 1682) und in der Sammlung Trinum Chymicum (Straßburg 1699), mit Vincentius Koffsky und einer Pseudo-Lull-Schrift (Clavis Raymundii Lullii).
Seine allegorische Symbolik hatte Einfluss auf Hauptwerke der alchemistischen Bildimagination, dem Splendor Solis und Lamspring.
Ein Alchemist Alphidius taucht auch in dem in Dialogform abgefassten Rosarium Philosophorum (zuerst abgedruckt in De Alchemia) auf. Nach Karl Christoph Schmieder befindet sich eine Handschrift (Claves quinque de lapide philosophico et alia fragmenti de lapide philosophico componendo) von einem Alphidius in der Bibliothek des San Lorenzo Klosters im El Escorial. Das Alter ist nach Schmieder unbekannt, da ein Alphidius im Turba Philosophorum erwähnt wird, vermutet er aber, dass er möglicherweise ins Mittelalter (12. Jahrhundert oder davor) einzuordnen ist.
Nach Buntz möglicherweise identisch mit dem von Ibn Umail zitierten Asfidus.
Er wurde häufig mit Artephius verwechselt.